# Sindhi jezik
Sindhi (سنڌي, सिन्धी) indoeuropski je jezik, iz podskupine indoiranskih jezika. To je jezik stanovnika provincija Sind i Beludžistan na jugu Pakistana. Ondje se tim jezikom služi oko 53,5 milijuna ljudi. Govori se i u Indiji, gdje ima oko 5,8 milijuna govornika. To su uglavnom hinduističke izbjeglice, koje su napustile Pakistan nakon podjele Indije i Pakistana 1947. godine.
Sindhi je jedan od službenih jezika Indije. U Pakistanu je priznat kao jezik provincije Sind, ali nema status na državnoj razini.
Sindhi se zapisuje arapskim pismom, a u Indiji još i pismom devanagari.
Jezik sindhi ima 46 suglasnih fonema i 16 samoglasnika.
Većina rječnika sastoji se od sanskrtskih riječi, a neki su preuzeti iz arapskoga i perzijskoga jezika.